# BBC Scotland
BBC Scotland (BBC Alba en gaélique écossais) est une branche de la British Broadcasting Corporation, le groupe de médias public du Royaume-Uni. Il s'agit des médias publics de l'Écosse ; BBC Scotland possède une grande autonomie vis-à-vis de la compagnie principale, et est dirigée par le BBC Trust, conseillé par le Audience Council Scotland (Conseil de l'Audiovisuel pour l'Écosse). Le siège et les studios sont situés au BBC Pacific Quay, sur la rive sud de la Clyde, à Glasgow. BBC Scotland possède en outre une branche à Édimbourg, avec des studios de radio et de télévision près du parlement écossais, ainsi que des bureaux au sein du parlement lui-même. Il existe également des centres à Aberdeen, Dundee, Inverness et Dumfries.

## Télévision

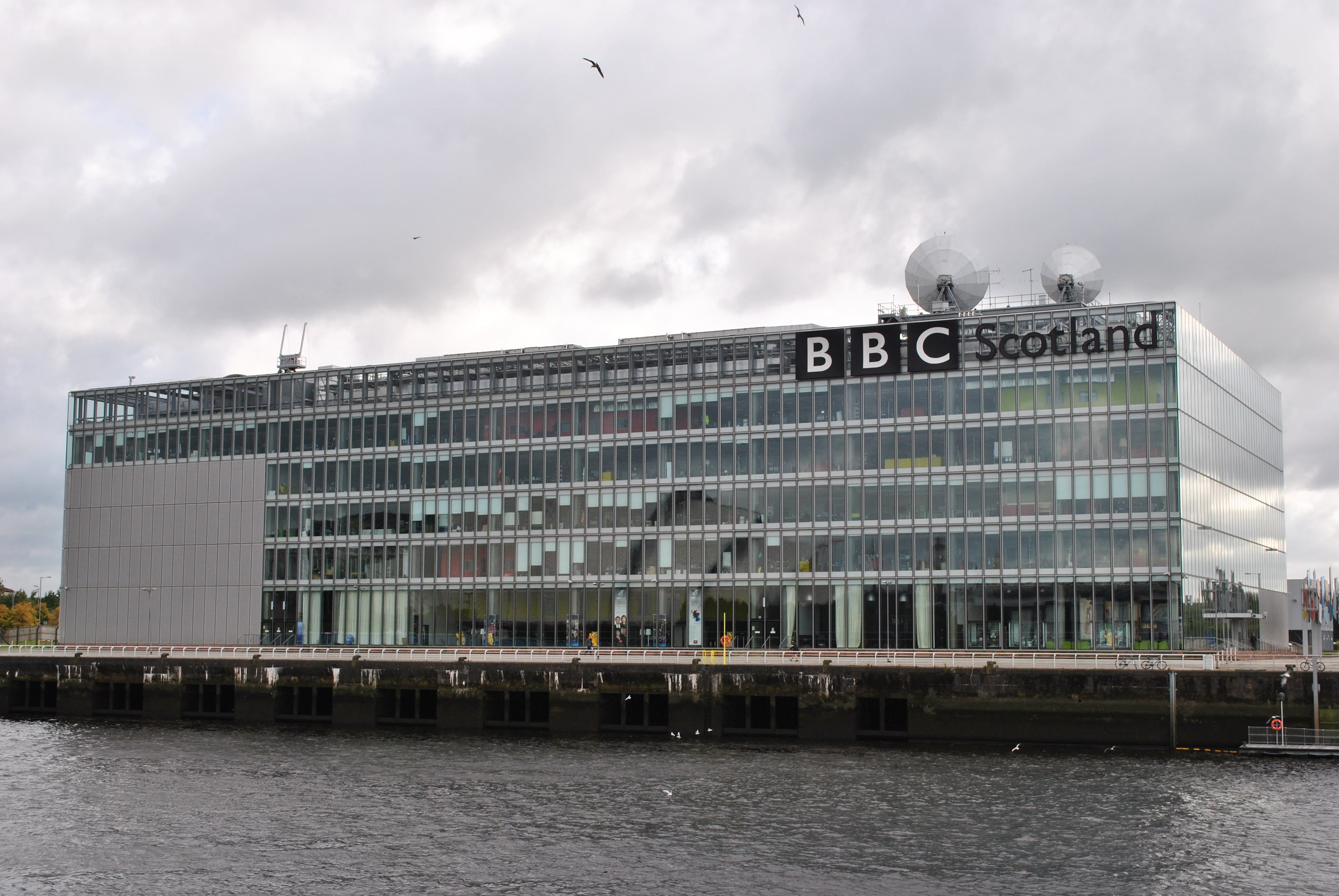
Studios de BBC Scotland

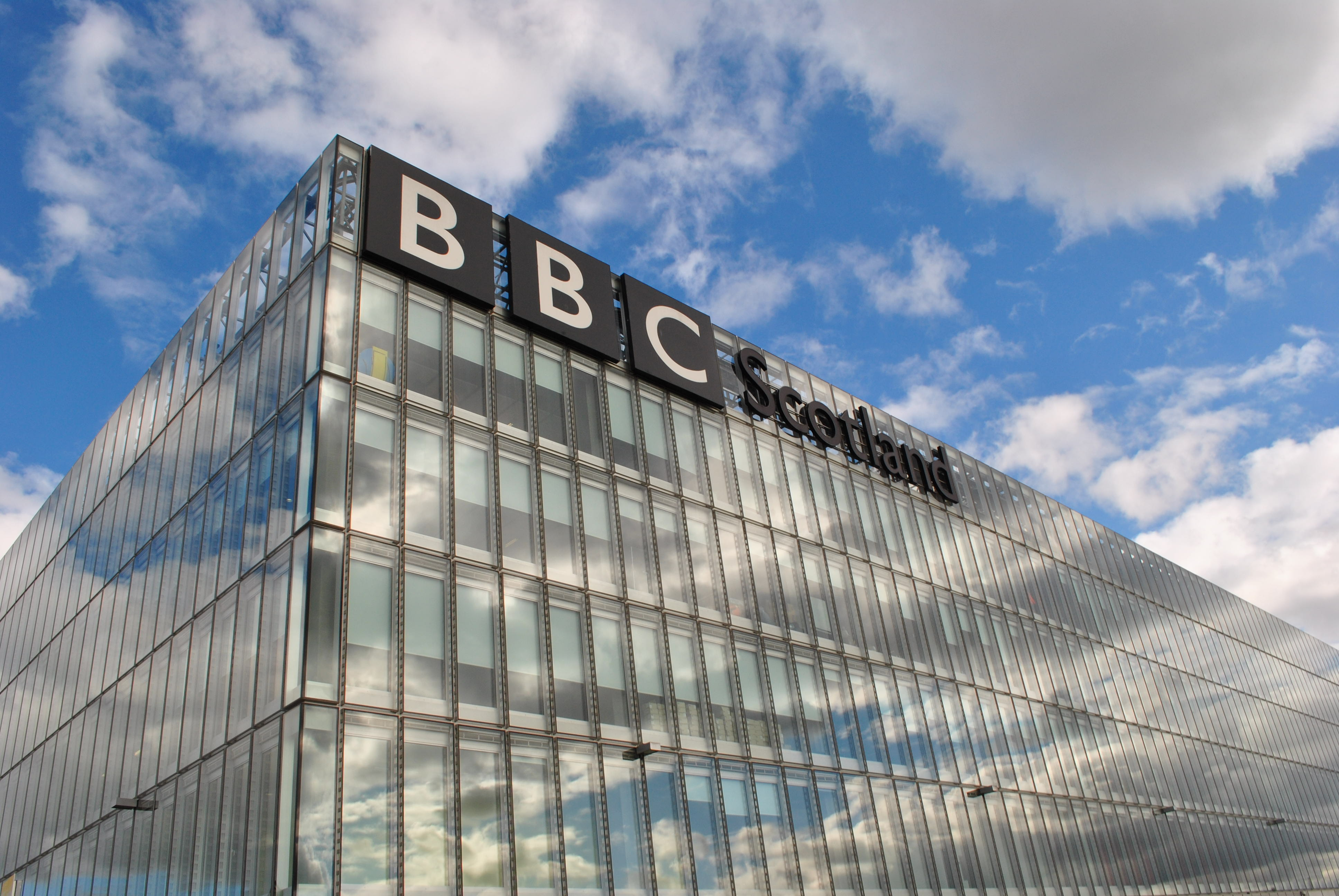
Studios de BBC Scotland

BBC Scotland coordonne deux des cinq grandes chaînes de télévision écossaise :
- BBC One Scotland est la chaîne principale ; ses programmes consistent principalement en journaux télévisés, émissions d'information, d'actualité et de débats, ainsi que films et séries écossaises. Des émissions des autres branches de la BBC sont également retransmises sur BBC One Scotland ;
- BBC Two Scotland couvre des bulletins d'information réguliers, ainsi que le sport, les émissions pour enfants, et des émissions en gaélique.

BBC Scotland est également responsable de la chaîne de télévision gaélique BBC Alba et de la chaîne de sports BBC Sports Scotland.

## Radio

Logo de BBC Radio Scotland

BBC Scotland possède deux grandes stations de radio émettant sur l'ensemble du territoire écossais :
- BBC Radio Scotland, en anglais
- BBC Radio nan Gàidheal, de langue gaélique

## Orchestre
Le BBC Scottish Symphony Orchestra donne régulièrement des concerts en Écosse et dans le monde.

## Internet

Ancien logo de BBC Scotland (2019-2022)

BBC Scotland gère une section à part du site internet de la BBC, qui contient les portails écossais de l'actualité, du sport et de l'éducation, aux côtés de sections complémentaires telles que l'histoire et la musique. Certains programmes de radio ou de télévisions sont visualisables en streaming à partir du site, en particulier les nouvelles et le sport. BBC Scotland a été la première chaîne à proposer le téléchargement gratuit et légal, à partir de son site ou sous forme de podcast sur iTunes, de vidéos reprenant chaque semaine cinq reportages diffusés dans la semaine ; le programme s'appelle BBC Scotland News Weekly.